# Polisportiva S.S. Lazio Rugby 1927 2014-2015

## Eccellenza 2014-15

### Stagione regolare
| Incontro            | Andata | Ritorno |
| ------------------- | ------ | ------- |
| Viadana — Lazio     | 22-15  | 22-22   |
| Lazio — L’Aquila    | 26-18  | 28-12   |
| Mogliano — Lazio    | 36-16  | 44-8    |
| Lazio — Fiamme Oro  | 31-25  | 21-32   |
| Rovigo — Lazio      | 35-11  | 52-21   |
| Lazio — I Cavalieri | 36-0   | 52-5    |
| Calvisano — Lazio   | 27-14  | 30-20   |
| Lazio — Petrarca    | 6-11   | 28-27   |
| San Donà — Lazio    | 17-16  | 33-20   |

#### Risultati della stagione regolare
| Posizione | G  | V | N | P  | PF  | PS  | DP  | B | Pt |
| --------- | -- | - | - | -- | --- | --- | --- | - | -- |
| 8ª        | 18 | 6 | 1 | 11 | 391 | 450 | -59 | 6 | 32 |

## Trofeo Eccellenza 2014-15

### Prima fase

#### Girone C
| Incontro           | Risultato |
| ------------------ | --------- |
| Lazio — Fiamme Oro | 10-22     |
| L’Aquila — Lazio   | 28-26     |

#### Risultati del girone C
| Posizione | G | V | N | P | PF | PS | DP  | B | Pt |
| --------- | - | - | - | - | -- | -- | --- | - | -- |
| 3ª        | 2 | 0 | 0 | 2 | 36 | 50 | -14 | 2 | 2  |